# Oldenburger Schützenbund
Der Oldenburger Schützenbund e.V. (OSB) ist als Bezirksverband Dachverband von 177 Schützenvereinen in 15 Kreisen und hat rund 19.700 Mitglieder. Er ist damit der mitgliederstärkste Bezirk von elf Bezirken im Nordwestdeutschen Schützenbund (NWDSB). Das Verbreitungsgebiet des OSB ist deckungsgleich mit dem Oldenburger Land, bzw. dem ehemaligen Verwaltungsbezirk Oldenburg. Die Grenzen der 15 Schützenkreise stimmen aber nicht mit den politischen Grenzen der Landkreise überein. So gibt es allein im Ammerland vier Schützenkreise.

## Geschichte
Der Verein wurde am 19. August 1862 gegründet. Ins Leben gerufen wurde er von dem Oberst Lehmann, der ein Jahr nach der Gründung des „Allgemeinen Deutschen Schützenbundes“ in Gotha mit den Schützenvereinen Jever, Varel, Oldenburg, Brake, Vechta, Westerstede und Landwürden den ersten Dachverband im Herzogtum Oldenburg gründete. Ein erstes Oldenburger Bundesschießen konnte bereits am 26. und 27. Juli 1863 in Varel durchgeführt werden.

## Sportprogramm
Der Verband führt Meisterschaften in folgenden Kategorien durch:
- Armbrust
- Bogen
- Großkaliber Pistole und Revolver
- Kleinkalibergewehr
- Kleinkaliberpistole
- Luftgewehr
- Luftpistole
- Vorderladerwaffen
- Wurfscheiben
- Zentralfeuerpistole